# Begonia howii
Espèce
Begonia howii est une espèce de plantes de la famille des Begoniaceae.
L'espèce fait partie de la section Platycentrum.
Elle a été décrite en 1940 par Elmer Drew Merrill (1876-1956) et Woon Young Chun (1890-1971).

## Répartition géographique
Cette espèce est originaire du pays suivant : Chine.